# Historia del anime en Estados Unidos
La historia del anime en los Estados Unidos comenzó en 1961 con el estreno de dos películas: "Magic Boy" y "The Tale of the White Serpent", ambas producidas por Toei Animation. Estas películas marcaron un hito al convertirse en las primeras dos películas de anime en recibir un lanzamiento oficial en el país. A partir de ese momento, el anime comenzó a ganar seguidores en la región y Astro Boy, en particular, es a menudo considerado como el primer anime en recibir una amplia distribución, especialmente en los Estados Unidos. Sin embargo, el verdadero auge del anime en los Estados Unidos ocurrió durante la década de 1990, conocida como el "boom del anime". Durante este período, la popularidad del anime creció significativamente, y muchas series y películas japonesas encontraron una audiencia apasionada en el país. Este fenómeno contribuyó en gran medida a la persistente relevancia del anime en la cultura popular fuera de Japón.
Aunque en el pasado el anime solía ser distribuido de manera común e ilegal por piratas y fansubbers a través de lanzamientos piratas, especialmente durante las décadas de 1990 y principios de los años 2000, estas prácticas han experimentado una disminución significativa en popularidad. Actualmente, el contenido de anime todavía puede encontrarse en sitios de torrents y a través de vías de transmisión pirata, pero la llegada de servicios legales de streaming ha tenido un impacto notable en esta tendencia. Un ejemplo destacado de este cambio es Crunchyroll, un servicio de streaming legal que ha transformado la forma en que se consume el anime. Crunchyroll ofrece la transmisión simultánea de nuevas series de anime, a menudo a solo unas pocas horas de su lanzamiento en Japón. Esta disponibilidad inmediata y legal de contenido ha disminuido la necesidad de recurrir a fuentes ilegales para disfrutar del anime. Además de Crunchyroll, otros servicios legales de streaming también han contribuido a la reducción de la piratería de anime, brindando a los fanáticos la oportunidad de apoyar a la industria y acceder a un catálogo amplio y diverso de anime de manera legal y conveniente.

## Década de 1980
El servicio de cable básico ofreció una vía común para la transmisión de anime dirigido a un público joven en la década de 1980, con canales como Nickelodeon y Christian Broadcasting Network Cable (que ahora se conoce como Freeform) a la vanguardia.
A comienzos de los años 80, CBN presentó versiones en inglés dobladas de series de anime de temática cristiana como Superbook y The Flying House, además de la serie dramática para niñas Honey Honey y una versión sin cortes doblada en hawaiano de la serie de superrobots Mazinger Z de Go Nagai. Estas series se transmitieron como parte de un programa de asuntos públicos centrado en Japón. A medida que llegaba el final de la década de los 80, después de que la estación cambiara su nombre a The Family Channel, también ofreció doblajes de la versión World Masterpiece Theatre de Wowser y de Swiss Family Robinson de Nippon Animation.
Nickelodeon incluyó anime en su programación, como "The Mysterious Cities of Gold" y "Belle and Sebastian". Además, el anime se convirtió en una parte importante del bloque Nick Jr. de la cadena, presentando series como "Maple Town", "Adventures of the Little Koala", "Noozles", "Maya the Bee", "The Littl' Bits" y clásicos de los cuentos de hadas de los Hermanos Grimm. También vale la pena mencionar que los canales prémium ocasionalmente transmitieron anime: HBO presentó numerosas series de anime basadas en la literatura occidental, como "Jack and the Beanstalk" de Gisaburō Sugii, las adaptaciones de "Little Women" y "Tom Sawyer" del World Masterpiece Theatre, y las películas de "Unico" de Osamu Tezuka que se emitieron en el canal Disney.
En 1981, Roger Corman realizó un doblaje en inglés de la primera película de Galaxy Express, "Bonjour Galaxy Express 999". Acortó el título a "Galaxy Express" y la transmitió por televisión. En este doblaje, se realizaron cambios en algunos de los nombres japoneses originales para hacerlos más reconocibles para el público estadounidense, como transformar a Tetsuro en Joey y Harlock en Warlock. Corman también editó aproximadamente 30 minutos de metraje de la película. Antonia Levi, autora de "Samurai from Outer Space", comentó que este doblaje estaba "muy editado y demasiado dañado para ser visto". De manera similar, la edición de 1984 de Corman de "Nausicaa of the Valley of the Wind" de Hayao Miyazaki, que se estrenó en cines como "Warriors of the Wind", tuvo un resultado igualmente desfavorable. Se dice que este doblaje disgustó tanto a Miyazaki que insistió en que todas las futuras distribuciones de su trabajo en Estados Unidos no fueran editadas.
En 1983, Stern Electronics lanzó un juego similar a Dragon's Lair llamado "Cliff Hanger", que presentaba escenas de las películas de Lupin III, "El castillo de Cagliostro" y "El misterio de Mamo". Debido a que "Cliff Hanger" precedió a cualquier lanzamiento oficial de los medios de Lupin o las películas de Hayao Miyazaki en Occidente, y antes de que el anime se popularizara en Occidente en general, se destacó por ser la primera exposición de muchas personas en Estados Unidos al anime.

## Década de 1990
Los años 90 marcaron el período en el que el anime ganó una gran popularidad en el mercado estadounidense, y los términos "anime" y "manga" se hicieron ampliamente reconocidos, reemplazando a "Japanimation". Empresas como Funimation Productions, Bandai Entertainment, 4Kids Entertainment, Central Park Media, Media Blasters, Saban Entertainment, Viz Video, Pioneer LDC y ADV Films comenzaron a adquirir licencias de anime para su distribución en los Estados Unidos.
En la década de 1990, el primer anime que llegó a Estados Unidos fue "Dragon Warrior" (también conocido como "Dragon Quest"). Esta serie, creada por Akira Toriyama y basada en la exitosa serie de videojuegos, se emitió por primera vez en Japón en 1989 y en 1990 se transmitió en Estados Unidos a través de Saban Entertainment. Sin embargo, el programa no logró tener éxito en los Estados Unidos y no se lanzó en video casero. Posteriormente, Saban Entertainment adquirió los derechos del anime de 1990 "Kyatto Ninden Teyandee" y lo rebautizó como "Samurai Pizza Cats", transmitiéndolo en distribución en 1996. En 2002, los derechos de Saban sobre el programa expiraron, y desde entonces, Discotek Media obtuvo los derechos de la serie, que todavía posee en la actualidad.
Viz, que ya había tenido éxito con su traducción al manga de "Ranma ½" de Rumiko Takahashi, adquirió los derechos del anime y comenzó a lanzarlo directamente en video a partir de 1993. "Ranma ½" disfrutó de un gran éxito en el mercado de VHS, convirtiéndose en uno de los primeros títulos de anime en la década de 1990 en alcanzar tal nivel de popularidad y contribuyendo a la creciente notoriedad del término "anime" en Estados Unidos. Además, Viz inició la publicación de una revista llamada "Animerica" en la década de 1990. Esta revista incluía manga y artículos sobre la cultura, moda, manga, anime y videojuegos japoneses, contribuyendo significativamente a la difusión de la subcultura otaku entre el público estadounidense. Durante este período, los fansubs (versiones subtituladas no oficiales de anime) también ganaron popularidad, ayudando a aumentar la accesibilidad de series de anime no licenciadas en ese momento.
En 1995, "Dragon Ball" original finalmente logró ser transmitido a una audiencia estadounidense gracias a la colaboración de Funimation y otros socios. La serie se emitió durante una temporada en horario matutino. Sin embargo, lamentablemente, el programa fue cancelado después de una temporada debido a los bajos índices de audiencia que experimentó en ese momento en Estados Unidos.
El anime experimentó un notable aumento en popularidad entre el público estadounidense cuando DiC (entonces propiedad de Disney) y Funimation (con el apoyo de Saban Entertainment y Ocean Studios) adquirieron las licencias de Sailor Moon en 1995 y Dragon Ball Z en 1996, respectivamente. Ambas series fueron transmitidas en Estados Unidos a través de distribución temprano en la mañana. La decisión de adquirir estos dos animes se tomó estratégicamente, aprovechando el éxito internacional que ambas series ya habían logrado. Sailor Moon y Dragon Ball Z se beneficiaron del creciente interés en programas de superhéroes con influencia japonesa, impulsado en parte por el éxito de Mighty Morphin Power Rangers (la versión popular americanizada de la serie tokusatsu Super Sentai) y Teenage Mutant Ninja Turtles. La popularidad de estos programas contribuyó a crear un ambiente propicio para la aceptación del anime en el mercado estadounidense, marcando un hito significativo en la introducción del anime a un público más amplio en Estados Unidos.

## 2000
En la década de 2000, Toonami continuó transmitiendo animes populares incluso después de que las exitosas series como "Dragon Ball Z" y "Sailor Moon" finalizaran sus carreras. Algunos de los animes destacados que se emitieron en Toonami durante esta época incluyen "Mobile Suit Gundam Wing", que se le atribuye haber popularizado la franquicia Gundam en Occidente por sí solo, Dragon. Ball GT, Rurouni Kenshin, Yu Yu Hakusho,  .hack, Cardcaptors, Tenchi Muyo!, Tenchi Universe (y Tenchi en Tokio), The 08th MS Team, One Piece, Mobile Suit Gundam SEED, SD Gundam, Cyborg 009, IGPX, Bobobo-bo Bo-bobo, Outlaw Star, Hamtaro y Naruto. "Naruto" tuvo un gran éxito en Toonami y sigue siendo uno de los títulos de anime más populares en los Estados Unidos. En 2008, Toonami suspendió sus transmisiones y el anime comenzó a emitirse exclusivamente en Adult Swim, la contraparte nocturna de Cartoon Network. Esta transición marcó un cambio en la forma en que se presentaba el anime en la televisión estadounidense durante esa época.

## Década de 2010
En 2010, "Dragon Ball Z Kai" se estrenó en el canal Nicktoons y se convirtió en un gran éxito para la cadena. Además de esta serie, Nicktoons también transmitió las películas originales de "Dragon Ball Z" y "Dragon Ball GT". A partir de marzo de 2013, la serie Yu-Gi-Oh! y una de sus continuaciones, "Yu-Gi-Oh! Zexal", comenzaron a transmitirse en la red de Nicktoons. Asimismo, Digimon Adventure y Digimon Adventure 02 también se incorporaron a la programación de Nicktoons a partir de junio de 2013. Por otro lado, una de las series derivadas de Digimon, "Digimon Fusion", se trasladó a la red de Nicktoons desde Nickelodeon el 13 de octubre de 2013, después de solo tres episodios, principalmente debido a un intento fallido de marketing por parte de Nickelodeon antes de su estreno el 7 de septiembre.
Los sitios de fansub de anime han sido tanto populares como controvertidos en los Estados Unidos. Aunque han proporcionado a los fans acceso a contenido no oficialmente disponible en el país, también han generado críticas y controversias. Muchos críticos argumentan que estos sitios disminuyen los ingresos de los licenciantes de anime y han sido señalados como responsables de la quiebra de varias empresas relacionadas con la industria del anime. Empresas como Sección23, Bandai, Viz, TV Tokyo y Funimation han tomado medidas para limitar estos esfuerzos, incluyendo el envío de cartas de cese y desistimiento a los sitios infractores o bloqueando contenido en línea. Como resultado de estas acciones y otras dinámicas en la industria, la producción de doblajes de anime en inglés ha disminuido en general. Además, muchos distribuidores, como Sentai Filmworks, Aniplex of America, VIZ Media y NIS America, están optando por enfocarse en el mercado de subtítulos únicamente, en parte debido a la creciente popularidad de los fansubs y la dificultad para competir en un mercado saturado.

## 2020
Debido a la pandemia de COVID-19, muchas obras de anime se han retrasado o cancelado hasta nuevo aviso.